# Luca Matteucci
Luca Matteucci (Cernusco sul Naviglio, 11 maggio 1984) è un ex cestista italiano.

## Palmarès
- Coppa Italia Lega Nazionale Pallacanestro: 1

Robur Varese: 2010-11